# 克里滕登 (紐約州)
克里滕登（英語：Crittenden）是位於美國紐約州伊利縣的非建制地區。

## 歷史
克里滕登的郵局自1851年營運至今。

## 地理
克里滕登所處的海拔為高於海平面259米（即850英呎），而該地所採用的時區為UTC-5，即北美东部时区（EST）。同時該地設有夏令時間，為UTC-5調快一小時，即UTC-4（EDT）。